# Radosław Swół
Radosław Dariusz Swół (ur. 20 stycznia 1983 w Krakowie) – polski samorządowiec i menedżer, doktor nauk społecznych, od 2024 prezydent Mielca.

## Życiorys
Absolwent Technikum Samochodowego w Zespole Szkół Technicznych w Mielcu. Uzyskał licencjat z socjologii w Wyższej Szkole Informatyki i Zarządzania w Rzeszowie (2008) oraz w magisterium z zarządzania lotnictwem na Akademii Obrony Narodowej (2010). W 2016 uzyskał stopień doktora nauk społecznych (dyscyplina: nauki o obronności, specjalność: zarządzanie instytucjami publicznymi) na Wydziale Zarządzania i Dowodzenia AON. W 2021 został absolwentem studiów Executive MBA na Akademii Ekonomiczno-Humanistycznej w Warszawie.
Pracował jako dyrektor, kierownik produkcji i menedżer projektów w przedsiębiorstwach w Mielcu (m.in. w Polskich Zakładach Lotniczych i fabryce Husqvarny). W 2020 został prezesem zarządu spółek Euro-Eko i Euro-Eko Media należących do Agencji Rozwoju Przemysłu.
W 2018 wybrany do mieleckiej rady miejskiej z listy Prawa i Sprawiedliwości. W wyborach samorządowych w 2024 został kandydatem KWW Teraz Mielec na prezydenta Mielca (z poparciem PiS). W pierwszej turze zdobył 29,15% poparcia, uzyskując najwyższy wynik. W drugiej turze poparło go 51,69% głosujących, tym samym pokonał Jacka Klimka.

## Odznaczenia
Odznaczony m.in. Odznaką Honorową „Za Zasługi dla Ochrony Środowiska i Klimatu” oraz Złotą Odznaką Honorową „Zasłużony dla Ochrony Przyrody”, przyznaną przez Ligę Ochrony Przyrody.